# ناحیه دکستر، میشیگان
ناحیه دکستر (به انگلیسی: Dexter Township) یک منطقهٔ مسکونی در ایالات متحده آمریکا است که در شهرستان وشتناو واقع شده‌است.
 ناحیه دکستر ۸۵٫۹ کیلومتر مربع مساحت و ۶٬۰۴۲ نفر جمعیت دارد و ۲۷۴ متر بالاتر از سطح دریا واقع شده‌است.